# Spintires
 (mars 2020).
Spintires est un jeu vidéo de simulation de camion tout-terrain et d'aventure développé par Oovee Game Studio et édité par Just for Games sorti en 2014.

## Système de jeu

### Généralités
Le joueur conduit divers véhicules tout-terrain russes des années 1980 et 1990 dans 6 cartes disponibles directement dans le jeu (Côte, Plaines,  La colline, Traversée de la rivière, Flood et Volcan), représentant la Russie. Le but est de transporter du bois d'un point A à un point B. La particularité du jeu est que les véhicules n'étant pas équipés de GPS, on a l'obligation de se servir d'une boussole et d'avoir un bon sens de l'orientation. Les cartes possèdent de très nombreux endroits boueux, où les véhicules s'embourbent souvent.

### Création d'une partie
Lors de la création d'une partie il faut choisir une carte et des véhicules de départ en respectant certaines conditions. Chaque véhicule et chaque carte possède un certain nombre de points d'équilibrages (ou étoiles) et pour créer une partie il faut que la somme des nombres d'étoiles des véhicules choisis soit inférieure ou égale au nombre d'étoiles de la carte. Si cette condition n'est pas respectée on peut quand-même créer la partie mais les succès seront désactivés.

### Fin d'une partie
Pour finir une partie il faut livrer assez de bois aux différents points de livraison de la carte. Les cartes peuvent avoir un ou plusieurs points de livraisons.

## Cartes
- Côte
- Plaines
- La colline
- Traversée de la rivière
- Flood
- Volcan

## Véhicules

### Véhicules disponibles

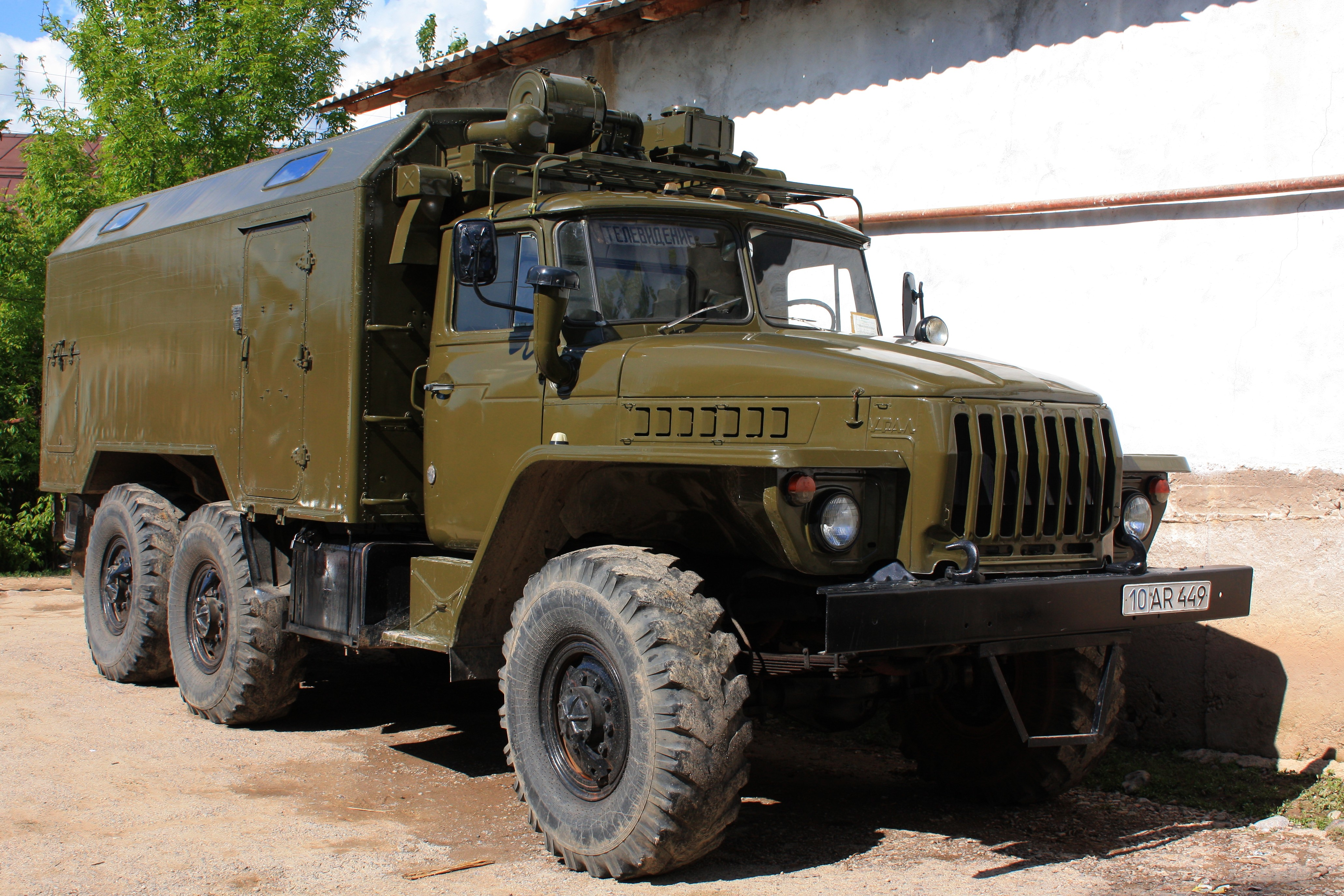
Ural-4320
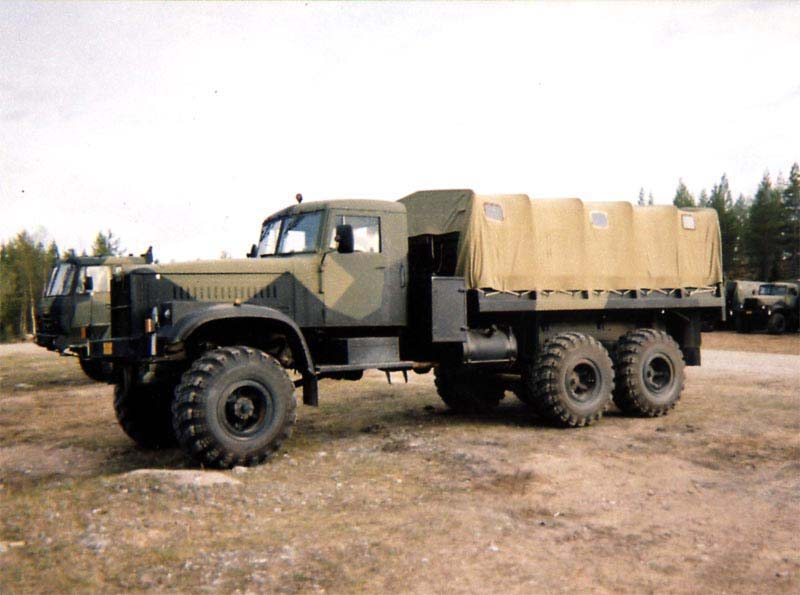
KrAZ-255
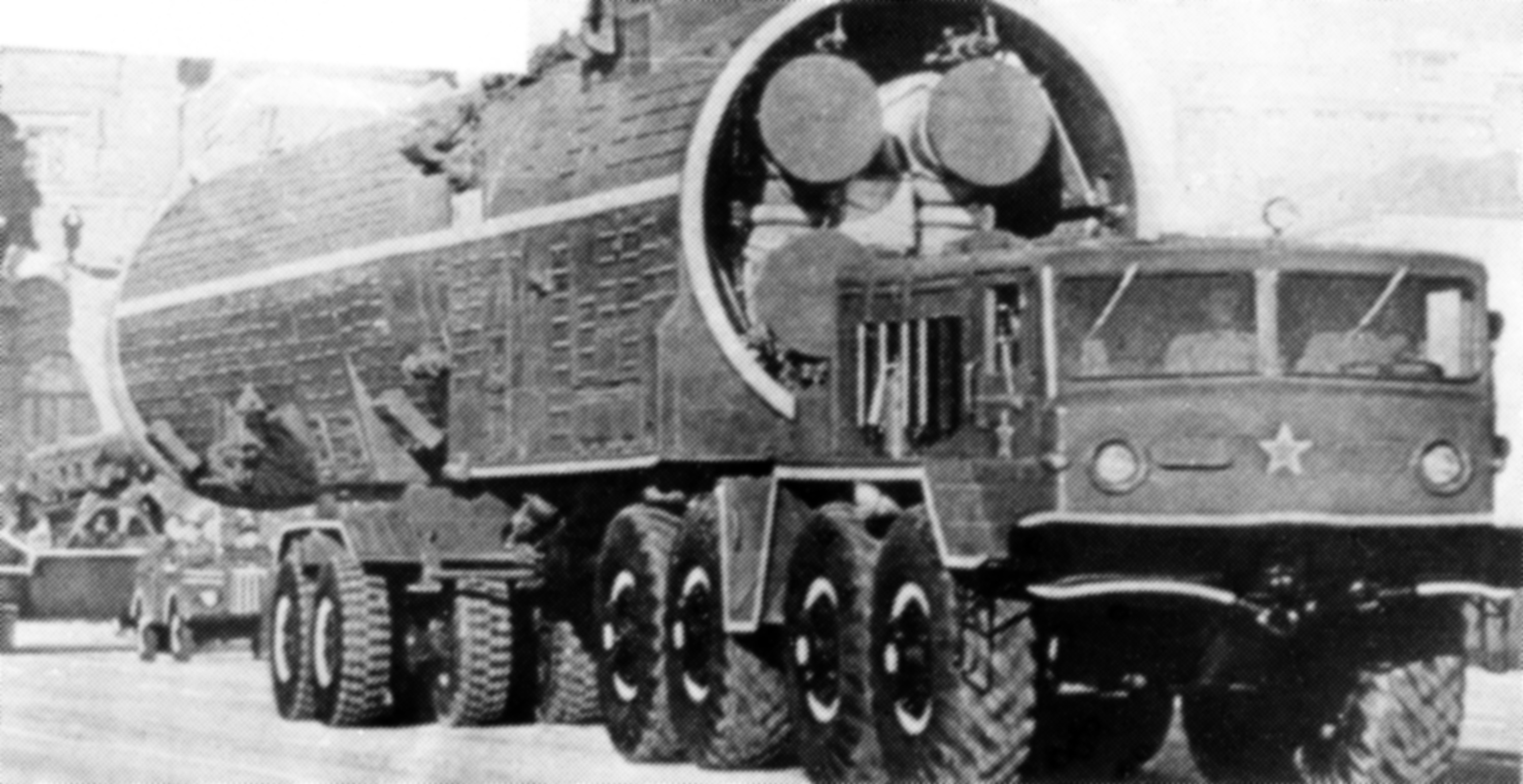
MAZ-535
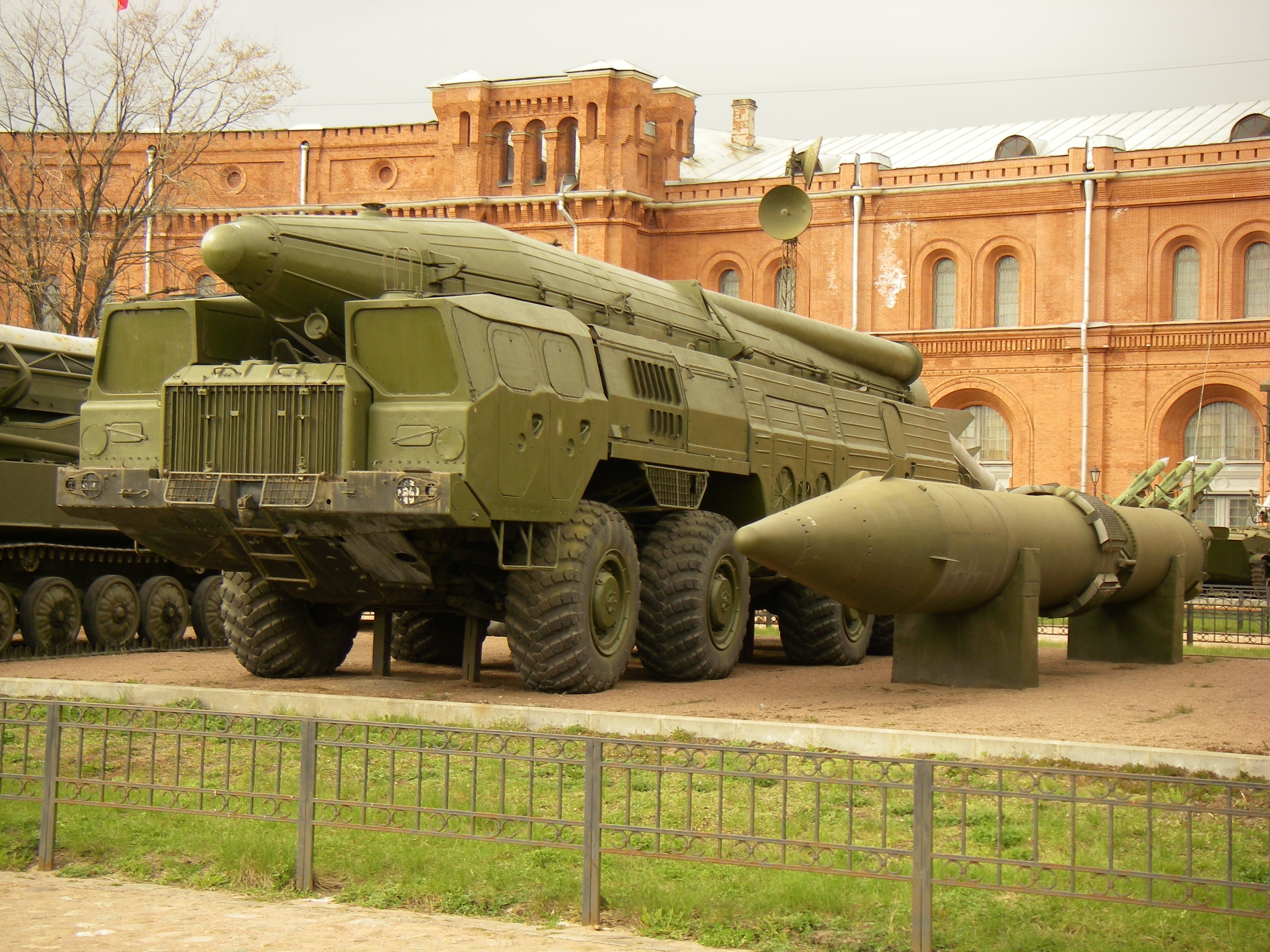
MAZ-7310
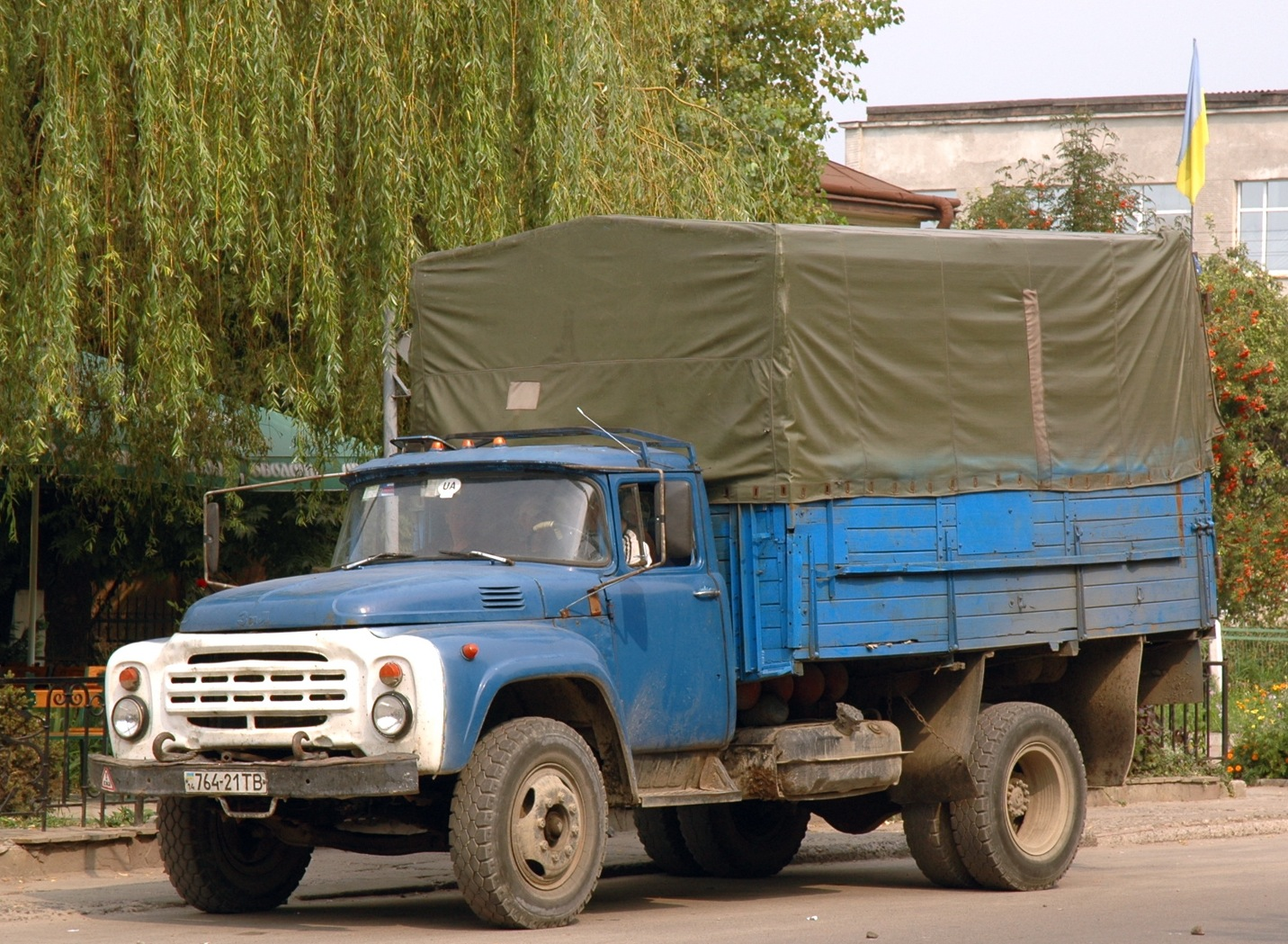
ZIL-130
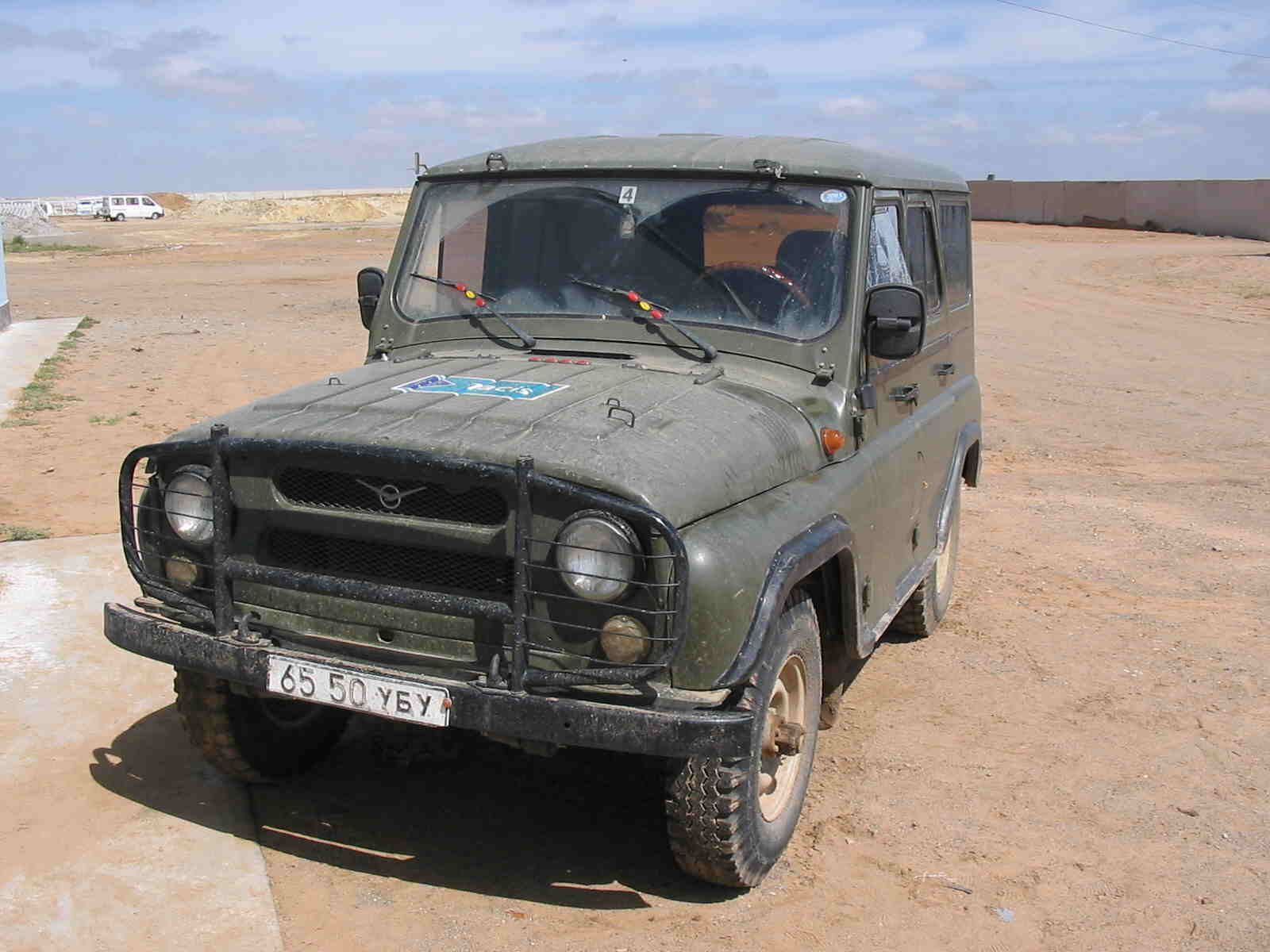
UAZ-469
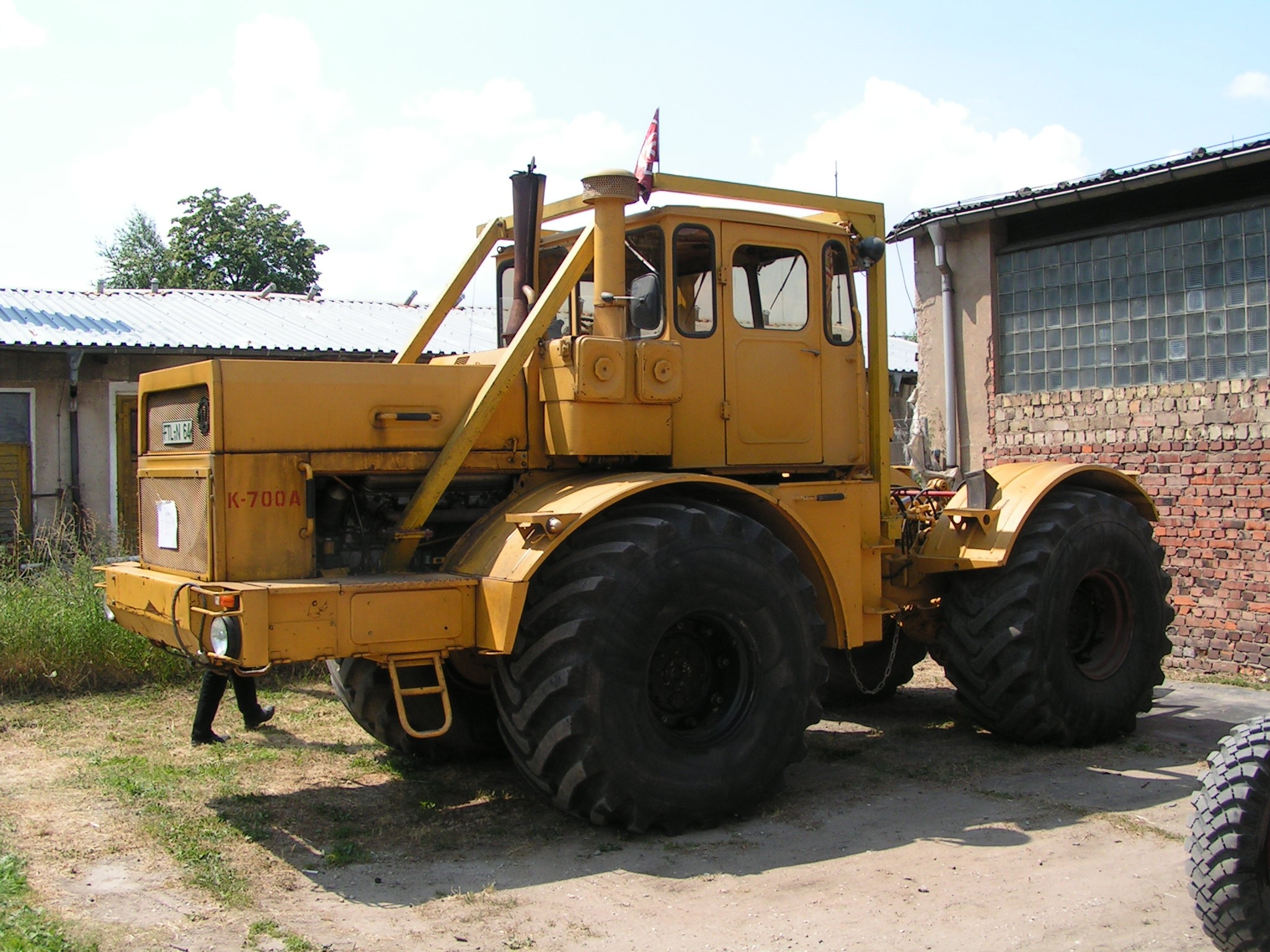
Kirovets K-700
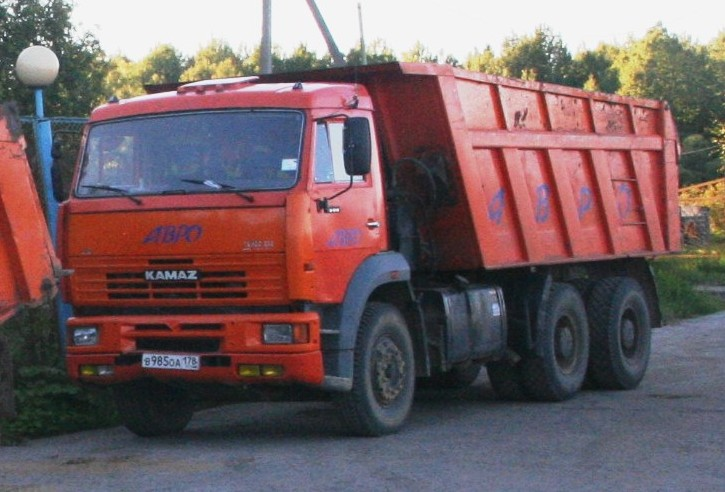
KamAZ 6520
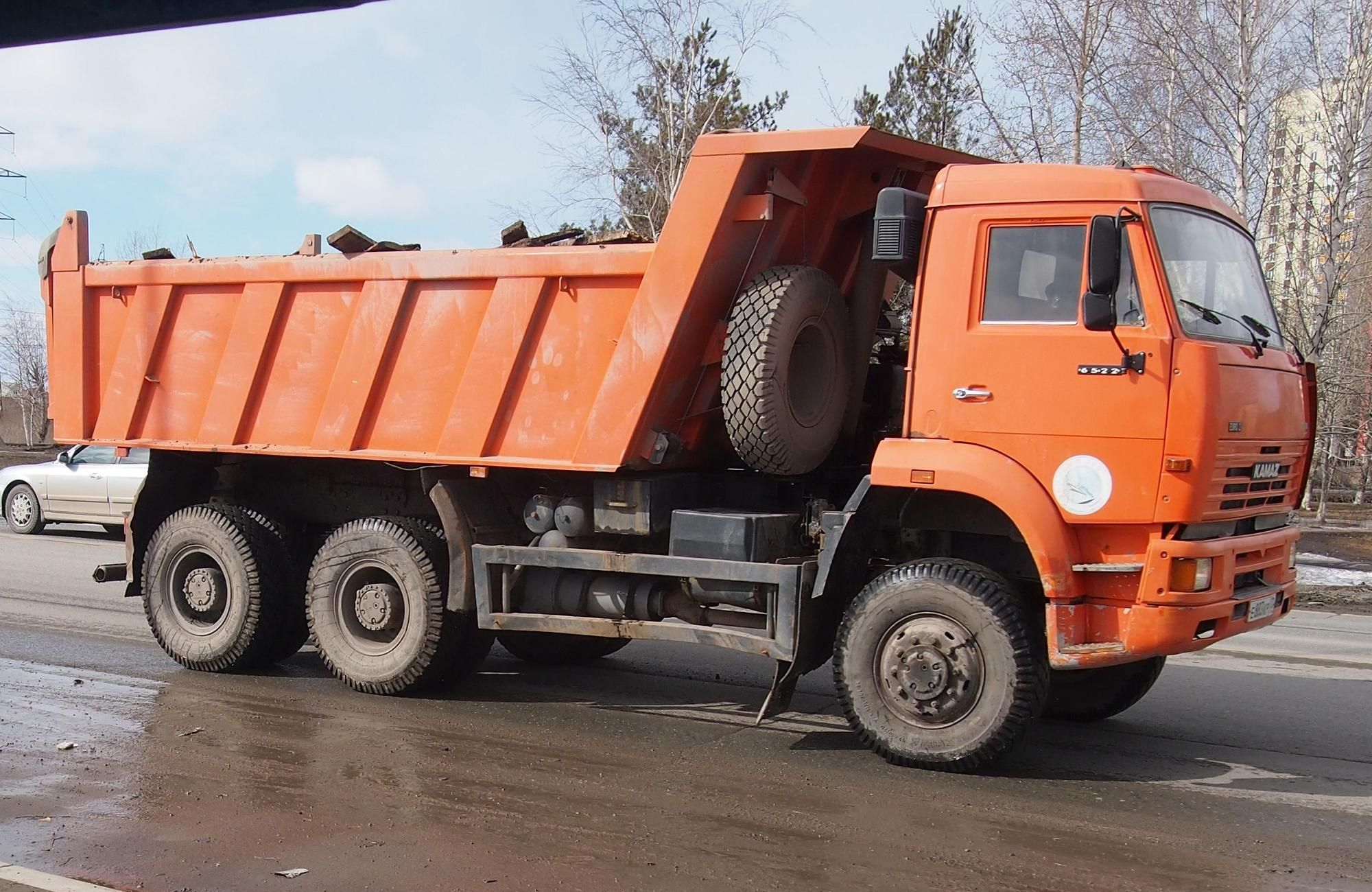
KamAZ 6522
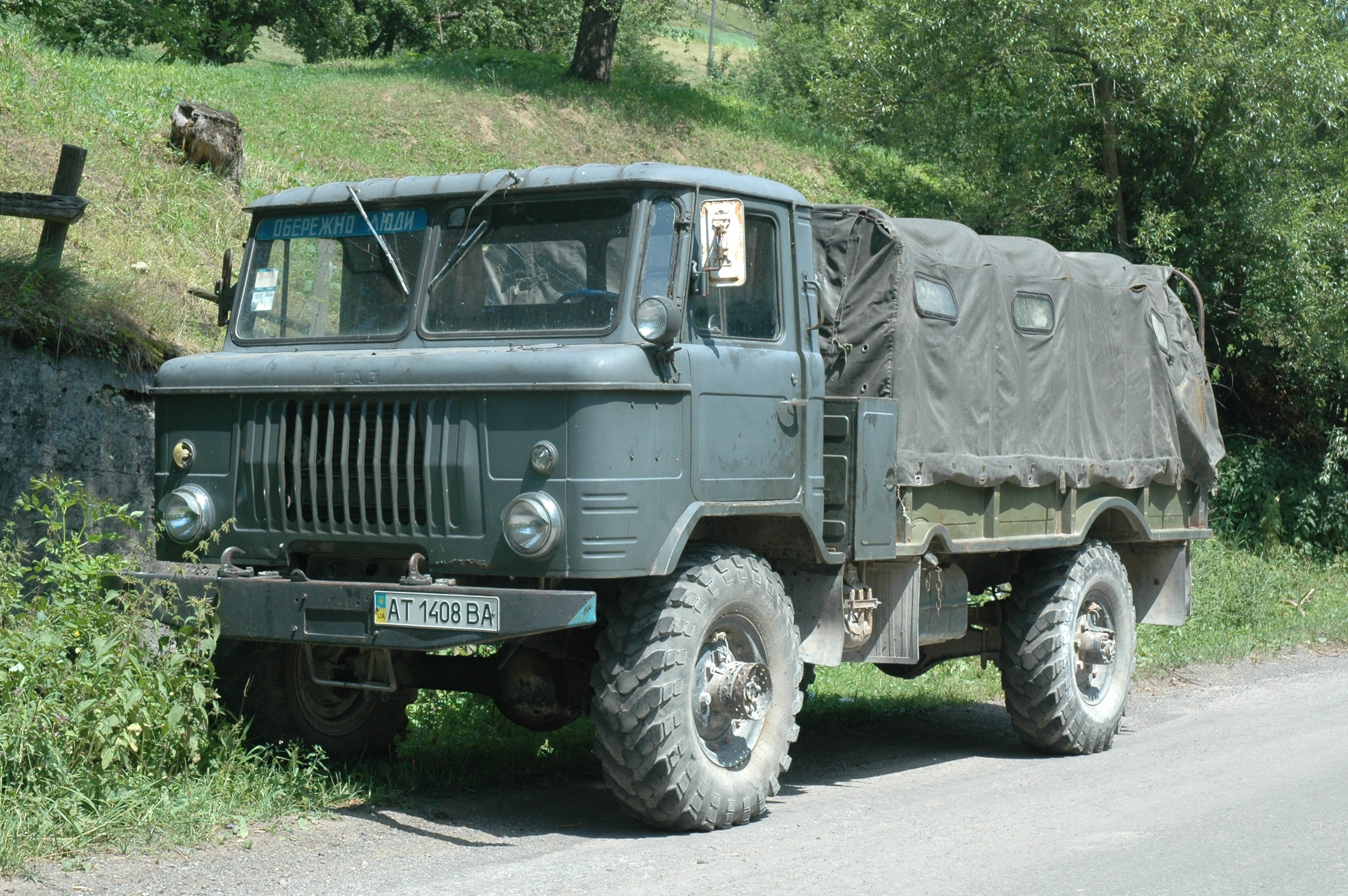
GAZ-66

### Contrôle des véhicules
La conduite des véhicules se fait de manière classique pour un jeu (clavier, manette ou volant). Le passage des vitesses peut se faire manuellement ou automatiquement en fonction du choix du joueur. La spécificité de Spintires est d'offrir au joueur la possibilité d'activer ou non les modes Toutes roues motrices et Blocage du différentiel.

#### Toutes roues motrices
Lorsque le mode Toutes roues motrices est activé par le joueur, toutes les roues du véhicules deviennent motrices et la traction est donc améliorée. Dans le cas contraire les véhicules n'ont que 2 ou 4 roues motrices. L'option entraîne une hausse de la consommation de carburant mais peut être activée ou désactivée en plein jeu par la simple pression d'une touche. Il faut donc l'utiliser à bon escient et notamment pour se sortir de la boue.
Exceptions :
- ZIL-130 : Ce véhicule n'a pas l'option Toutes roues motrices et n'a que ses 2 roues arrière motrices (Configuration 4x2)
- KamAZ 6520 : Ce véhicule n'a pas l'option Toutes roues motrices et n'a que ses deux essieux arrière moteurs (Configuration 6x4)

#### Blocage du différentiel
Le Blocage du différentiel oblige toutes les roues du véhicules à tourner à la même vitesse : cela évite à certaines roues de patiner et donc de supprimer la motricité des autres. Cette option est très utile, voire indispensable, pour se sortir de terrains boueux mais garder le différentiel bloqué en dehors de la boue peut endommager le véhicule. Le blocage entraîne lui aussi une augmentation de la consommation de carburant et peut lui aussi s'activer ou se désactiver en plein jeu.
Exceptions :
- MAZ-535, MAZ-7310, Kirovets K-700 et GAZ-66 : Ces véhicules n'ont pas de différentiel (Ils fonctionnent donc comme si le mode Blocage du différentiel était toujours activé)

### Dégâts & Carburant
Pour rouler normalement, il faut veiller aux jauges de carburant et de dégâts.
La quantité de carburant disponible dans le réservoir du camion diminue plus ou moins vite en fonction de la conduite et du terrain. Il est possible de ravitailler un véhicule en se rendant dans une pompe à carburant ou grâce aux équipement d'autres camions qui peuvent contenir du carburant (remorque citerne, ...). Chaque véhicule a un réservoir de taille différente.
Les véhicules peuvent encaisser un certain nombre de dégâts avant que le moteur ne s’arrête. Par exemple, un véhicule qui peut encaisser 500 points de dégâts sortira du garage avec une jauge à 500 points et cette jauge diminuera à chaque dégât subi par le camion : lorsque celle-ci arrive à 0 le moteur s’arrête. Les sources de dégâts sont multiples : choc contre un objet ou un autre véhicule, camion qui prend l'eau,... Différents véhicules peuvent encaisser plus ou moins de dégâts et il est possible de réparer les véhicules en se rendant dans un garage (débloqué) ou grâce aux équipements d'autres camions.
Lorsqu'un véhicule se retourne, le moteur cale et il est impossible de le redémarrer sans avoir remis le véhicule droit (Mais le camion ne s'endommage pas).

### Équipements
Les équipements peuvent être installés sur un véhicule lorsqu'il est dans un garage (débloqué). Il peut s'agir de remorques (ou semi-remorques) ou d'éléments se fixant directement sur le châssis du véhicule. Chaque équipement possède des avantages qui sont de pouvoir contenir :
- Du bois : Pour le transporter aux points de livraison (Le bois doit être chargé par le joueur)
- Du carburant : pour ravitailler d'autres véhicules (Lors de leur installation les équipements ne contiennent pas de carburant et il faut les remplir dans une station)
- Des points de réparation : qui permettent de réparer d'autres véhicules.
- Des points de garage : qui permettent de débloquer les garages.

Liste des équipements :
| Nom                       | Code | Lieu d'installation                            | Capacité en bois | Points de réparation | Capacité en carburant (en L) | Points de garage |
| ------------------------- | ---- | ---------------------------------------------- | ---------------- | -------------------- | ---------------------------- | ---------------- |
| Coffre                    | CO   | Toit du UAZ-469                                | 0                | 200                  | 0                            | 0                |
| Pot d’échappement frontal | PF   | Sous le par-choc frontal du Ural-4320          | 0                | 0                    | 0                            | 0                |
| Eclairage supplémentaire  | ES   | Toit d'un camion                               | 0                | 0                    | 0                            | 0                |
| Protection de cabine      | PC   | Cabine d'un camion                             | 0                | 0                    | 0                            | 0                |
| Roue de secours           | RS   | Châssis d'un camion                            | 0                | 100                  | 0                            | 0                |
| Roue de secours (KrAZ)    | RK   | Protection de cabine du KrAZ-255               | 0                | 100                  | 0                            | 0                |
| Sellette d'attelage       | SA   | Châssis d'un camion                            | 0                | 0                    | 0                            | 0                |
| Sellette d'attelage (MAZ) | AM   | Châssis du MAZ-7310                            | 0                | 200                  | 0                            | 0                |
| Remorque citerne          | RC   | Sellette d'attelage                            | 0                | 0                    | 3200                         | 0                |
| Citerne de carburant      | CC   | Châssis d'un camion                            | 0                | 0                    | 1200                         | 0                |
| Semi-Remorque utilitaire  | SU   | Sellette d'attelage                            | 0                | 1200                 | 900                          | 0                |
| Remorque utilitaire       | RU   | Attelage à l'arrière                           | 0                | 600                  | 400                          | 0                |
| Attache utilitaire        | AU   | Châssis d'un camion                            | 0                | 800                  | 0                            | 0                |
| Attache utilitaire (ZIL)  | AZ   | Châssis du ZIL-130                             | 0                | 300                  | 400                          | 1                |
| Attache utilitaire (MAZ)  | UM   | Châssis du MAZ-7310                            | 0                | 400                  | 0                            | 0                |
| Attache utilitaire (GAZ)  | UG   | Châssis du GAZ-66                              | 0                | 400                  | 0                            | 0                |
| Remorque                  | RE   | Attelage à l'arrière                           | 2                | 0                    | 0                            | 0                |
| Remorque bâchée           | RB   | Attelage à l'arrière                           | 0                | 0                    | 0                            | 2                |
| Semi-Remorque bâchée      | SR   | Sellette d'attelage                            | 0                | 0                    | 0                            | 4                |
| Remorque outils de garage | RO   | Attelage à l'arrière                           | 0                | 300                  | 0                            | 1                |
| Benne                     | BE   | Châssis d'un camion                            | 2                | 0                    | 0                            | 0                |
| Benne bâchée              | BB   | Châssis d'un camion                            | 0                | 0                    | 0                            | 2                |
| Support à bois            | SB   | Châssis d'un camion                            | 0                | 0                    | 0                            | 0                |
| Support de grue           | SG   | Châssis d'un camion                            | 0                | 0                    | 0                            | 0                |
| Base de grue              | BG   | Par-choc frontal du Ural-4320                  | 0                | 0                    | 0                            | 0                |
| Plateau à bois avec grue  | PG   | Châssis d'un camion                            | 2                | 0                    | 0                            | 0                |
| Plateau à bois            | PB   | Châssis du MAZ-7310                            | 4                | 0                    | 0                            | 0                |
| Support de rondins moyens | SM   | Attelage sur Support à bois ou Support de grue | 4                | 0                    | 0                            | 0                |
| Support de rondins longs  | SL   | Attelage sur Support à bois                    | 6                | 0                    | 0                            | 0                |
| Grappin                   | GP   | Arrière du Kirotevs K-700                      | 0                | 0                    | 0                            | 0                |

### Tableau comparatif
|               | Points d'équilibrage (étoiles) | Essieux (en partant de l'avant) | Essieux (en partant de l'avant) | Essieux (en partant de l'avant) | Essieux (en partant de l'avant) | Possibilité d'avoir toutes les roues motrices | Différentiel    | Nombre de rapports de la boite de vitesses | Temps de démarrage du moteur (en s) | Masse du véhicule (en T) | Capacité du réservoir de carburant (en L) | Points de dégâts que peut subir le véhicule avant d'être en panne | Equipement(s) pouvant être installé(s)                                     |
| 1°            | Points d'équilibrage (étoiles) | 2°                              | 3°                              | 4°                              |                                 | Possibilité d'avoir toutes les roues motrices | Différentiel    | Nombre de rapports de la boite de vitesses | Temps de démarrage du moteur (en s) | Masse du véhicule (en T) | Capacité du réservoir de carburant (en L) | Points de dégâts que peut subir le véhicule avant d'être en panne | Equipement(s) pouvant être installé(s)                                     |
| ------------- | ------------------------------ | ------------------------------- | ------------------------------- | ------------------------------- | ------------------------------- | --------------------------------------------- | --------------- | ------------------------------------------ | ----------------------------------- | ------------------------ | ----------------------------------------- | ----------------------------------------------------------------- | -------------------------------------------------------------------------- |
| Ural-4320     | 3                              |                                 |                                 |                                 |                                 | Oui                                           | Bloquable       | 5                                          | 2,2                                 | 9                        | 270                                       | 600                                                               | BE, SB, CC, BB, SA, AU, SM, RC, RE, SR, RB, SU, RU, RS, SG, BG, PF         |
| KrAZ-255      | 3                              |                                 |                                 |                                 |                                 | Oui                                           | Bloquable       | 5                                          | 3                                   | 12                       | 330                                       | 600                                                               | RS, BE, SB, PG, CC, ES, PC, RK, BB, SA, AU, RC, SM, SL, RE, SR, RB, SU, RU |
| MAZ-535       | 4                              |                                 |                                 |                                 |                                 | Oui                                           | Toujours bloqué | 3                                          | 3,2                                 | 19                       | 500                                       | 800                                                               | BE, SB, PG, BB, AU, SA, SM, RC, SL, RE, RB, RU, SG                         |
| MAZ-7310      | 5                              |                                 |                                 |                                 |                                 | Oui                                           | Toujours bloqué | 3                                          | 3,2                                 | 20                       | 800                                       | 1000                                                              | ES, PB, AM, UM, RC                                                         |
| ZIL-130       | 1                              |                                 |                                 |                                 |                                 | Non                                           | Bloquable       | 5                                          | 2                                   | 4                        | 220                                       | 400                                                               | SA, RC, SU, RU, AZ, RE, RB, RO, BE                                         |
| UAZ-469       | 1                              |                                 |                                 |                                 |                                 | Oui                                           | Bloquable       | 5                                          | 1,7                                 | 1,6                      | 80                                        | 300                                                               | CO                                                                         |
| Kirovets K700 | 4                              |                                 |                                 |                                 |                                 | Oui                                           | Toujours bloqué | 4                                          | 0,6                                 | 14                       | 400                                       | 600                                                               | GP, PC                                                                     |
| KamAZ 6520    | 2                              |                                 |                                 |                                 |                                 | Non                                           | Bloquable       | 5                                          | 0,8                                 | 12                       | 350                                       | 600                                                               | BE, SB, PG, CC, ES, BB, SA, AU, SM, RC, RE, SR, RB, SU, RU, RS             |
| KamAZ 6522    | 3                              |                                 |                                 |                                 |                                 | Oui                                           | Bloquable       | 5                                          | 0,8                                 | 12                       | 350                                       | 600                                                               | BE, SB, PG, CC, ES, BB, SA, AU, SM, RC, RE, SR, RB, SU, RU, RS             |
| GAZ-66        | 2                              |                                 |                                 |                                 |                                 | Oui                                           | Toujours bloqué | 5                                          | 0,8                                 | 3,6                      | 160                                       | 400                                                               | RS, UG, RO                                                                 |

| Couleur | Signification                                               |
| ------- | ----------------------------------------------------------- |
|         | L'essieu est inexistant                                     |
|         | L'essieu est toujours moteur                                |
|         | L'essieu n'est jamais moteur                                |
|         | L'essieu est moteur seulement en mode Toutes roues motrices |

## Modes de jeu

### Mode Simplifié
Comme son nom l'indique, ce mode de jeu est le plus simple et permet donc certaines libertés :
- En cas d'accident ou de panne il est possible de "téléporter" le camion vers un garage pour le réparer et/ou refaire le plein de carburant.
- Le blocage du différentiel ne peut pas endommager le camion.
- Le chargement du bois sur un camion peut se faire automatiquement.
- La consommation de carburant est réduite par rapport au mode Simulation.
- Il est possible d'avancer dans le temps en changeant l'heure à tout moment.
- Lorsque l'on trace un itinéraire sur la carte, une ligne s'affiche au sol pour faciliter le suivi de l'itinéraire.

### Mode Simulation
Ce mode de jeu est plus réaliste que le précédent et pourrait s'apparenter à de la simulation pure. Certaines restrictions s'appliquent donc :
- Un véhicule endommagé a du mal à tourner et a moins de puissance.
- Il est impossible de "téléporter" un camion vers un garage.
- Le blocage du différentiel sur sol dur peut, à terme, endommager le véhicule.
- Si l'on conduit en boîte automatique il est impossible d'enclencher le blocage du différentiel (il faut être en boîte manuelle pour le faire).
- On peut charger le bois uniquement à l'aide d'une grue et il n'y a pas de chargement automatique du bois.
- Il est impossible d'avancer dans le temps.
- Lorsque l'on trace un itinéraire sur la carte, seule la direction à suivre et la distance à parcourir sont indiquées en jeu.
- Les camions ont plus de facilité à dévaler une pente car les roues directrices ne se bloquent pas dans la direction dans laquelle on les laisse.

### Mode Multijoueur
Le mode multijoueur permet aux différentes personnes (avec un maximum de 4 joueurs) de remplir des missions ensemble. Cela peut être très utile, notamment lorsque l'un des véhicules est enlisé : un autre joueur peut alors tirer le premier avec un treuil.

## Accueil

### Critique
- Canard PC : « ...avec une bande de potes capables de s'entraider et l'adjonction de mods qui commencent à voir le jour, Spintires peut avoir ce charme, étrange et incompréhensible, des jeux complétement barrés. » (Guy Moquette)[2]
- Jeuxvideo.com : 14/20[3]

### Ventes
En septembre 2017, le jeu s'était écoulé à plus d'1 million d'exemplaires.